# Nanteuil-sur-Aisne
Pour les articles homonymes, voir Nanteuil.
Nanteuil-sur-Aisne est une commune française, située dans le département des Ardennes en région Grand Est.

## Géographie
|       | Barby              |             |
| Taizy | Nanteuil-sur-Aisne | Acy-Romance |
|       | Avançon            |             |

### Hydrographie
La commune est dans la région hydrographique « la Seine du confluent de l'Oise (inclus) à l'embouchure » au sein du bassin Seine-Normandie. Elle est drainée par le canal des Ardennes  (versant Aisne), l'Aisne et le ruisseau du Bourgeron,.
Le canal des Ardennes (versant Aisne), d'une longueur de 57 km,  est un chenal et un cours d'eau naturel navigable qui a son origine dans la commune de Dom-le-Mesnil et se jette  dans le canal latéral à l'Aisne à Vieux-lès-Asfeld, après avoir traversé 24 communes. Il traverse la commune d'est en ouest dans sa partie nord sur une longueur d'environ 2,5 km.
L'Aisne est un  cours d'eau naturel navigable de 256 km de longueur, traversant les cinq départements Meuse, Marne, Ardennes, Aisne, Oise. Elle est un affluent de rive gauche de l'Oise, ce qui fait d'elle un sous-affluent de la Seine. Elle traverse la commune d'est en ouest dans sa partie nord sur une longueur d'environ 1,6 km.

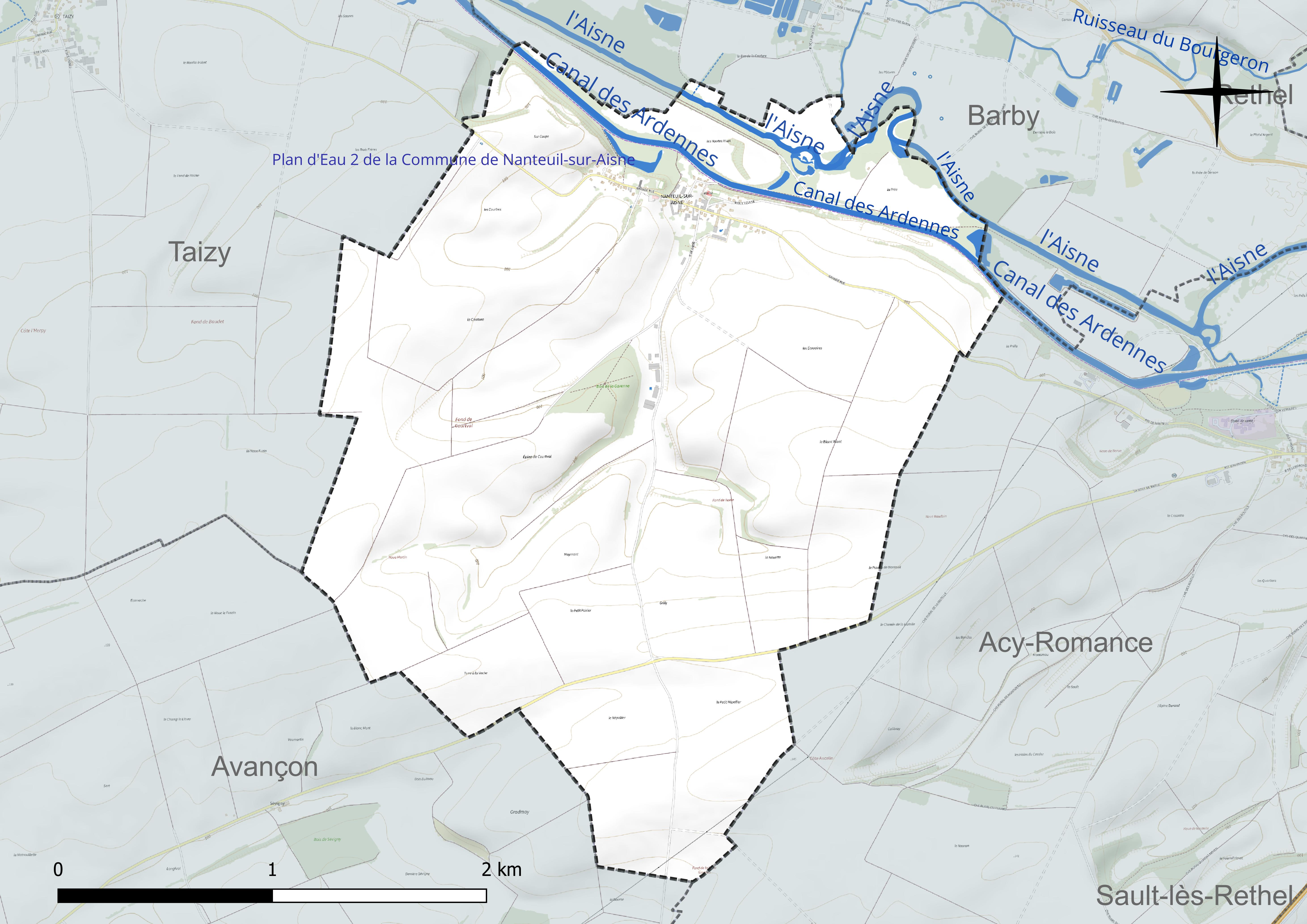
Réseau hydrographique de Nanteuil-sur-Aisne.

Un plan d'eau complète le réseau hydrographique : le plan d'eau 2 de la commune de Nanteuil-sur-Aisne (1 ha),.

### Climat
Pour des articles plus généraux, voir Climat du Grand Est et Climat des Ardennes.
En 2010, le climat de la commune est de type climat océanique dégradé des plaines du Centre et du Nord, selon une étude du Centre national de la recherche scientifique s'appuyant sur une série de données couvrant la période 1971-2000. En 2020, Météo-France publie une typologie des climats de la France métropolitaine dans laquelle la commune est exposée à un climat océanique altéré et est dans la région climatique Nord-est du bassin Parisien, caractérisée par un ensoleillement médiocre, une pluviométrie moyenne régulièrement répartie au cours de l’année et un hiver froid (3 °C).
Pour la période 1971-2000, la température annuelle moyenne est de 10,2 °C, avec une amplitude thermique annuelle de 15,7 °C. Le cumul annuel moyen de précipitations est de 742 mm, avec 12,1 jours de précipitations en janvier et 8,6 jours en juillet. Pour la période 1991-2020, la température moyenne annuelle observée sur la station météorologique de Météo-France la plus proche, « Banogne-Recouvrance », sur la commune de Banogne-Recouvrance à 14 km à vol d'oiseau, est de 11,1 °C et le cumul annuel moyen de précipitations est de 773,4 mm. 
La température maximale relevée sur cette station est de 40,8 °C, atteinte le 25 juillet 2019 ; la température minimale est de −14 °C, atteinte le 10 janvier 2003,,.
Les paramètres climatiques de la commune ont été estimés pour le milieu du siècle (2041-2070) selon différents scénarios d'émission de gaz à effet de serre à partir des nouvelles projections climatiques de référence DRIAS-2020. Ils sont consultables sur un site dédié publié par Météo-France en novembre 2022.

## Urbanisme

### Typologie
Au 1er janvier 2024, Nanteuil-sur-Aisne est catégorisée commune rurale à habitat dispersé, selon la nouvelle grille communale de densité à 7 niveaux définie par l'Insee en 2022.
Elle est située hors unité urbaine. Par ailleurs la commune fait partie de l'aire d'attraction de Reims, dont elle est une commune de la couronne,. Cette aire, qui regroupe 294 communes, est catégorisée dans les aires de 200 000 à moins de 700 000 habitants,.

### Occupation des sols
L'occupation des sols de la commune, telle qu'elle ressort de la base de données européenne d’occupation biophysique des sols Corine Land Cover (CLC), est marquée par l'importance des territoires agricoles (100 % en 2018), une proportion identique à celle de 1990 (100 %). La répartition détaillée en 2018 est la suivante : 
terres arables (93,6 %), prairies (3,4 %), zones agricoles hétérogènes (3 %). L'évolution de l’occupation des sols de la commune et de ses infrastructures peut être observée sur les différentes représentations cartographiques du territoire : la carte de Cassini (XVIIIe siècle), la carte d'état-major (1820-1866) et les cartes ou photos aériennes de l'IGN pour la période actuelle (1950 à aujourd'hui).

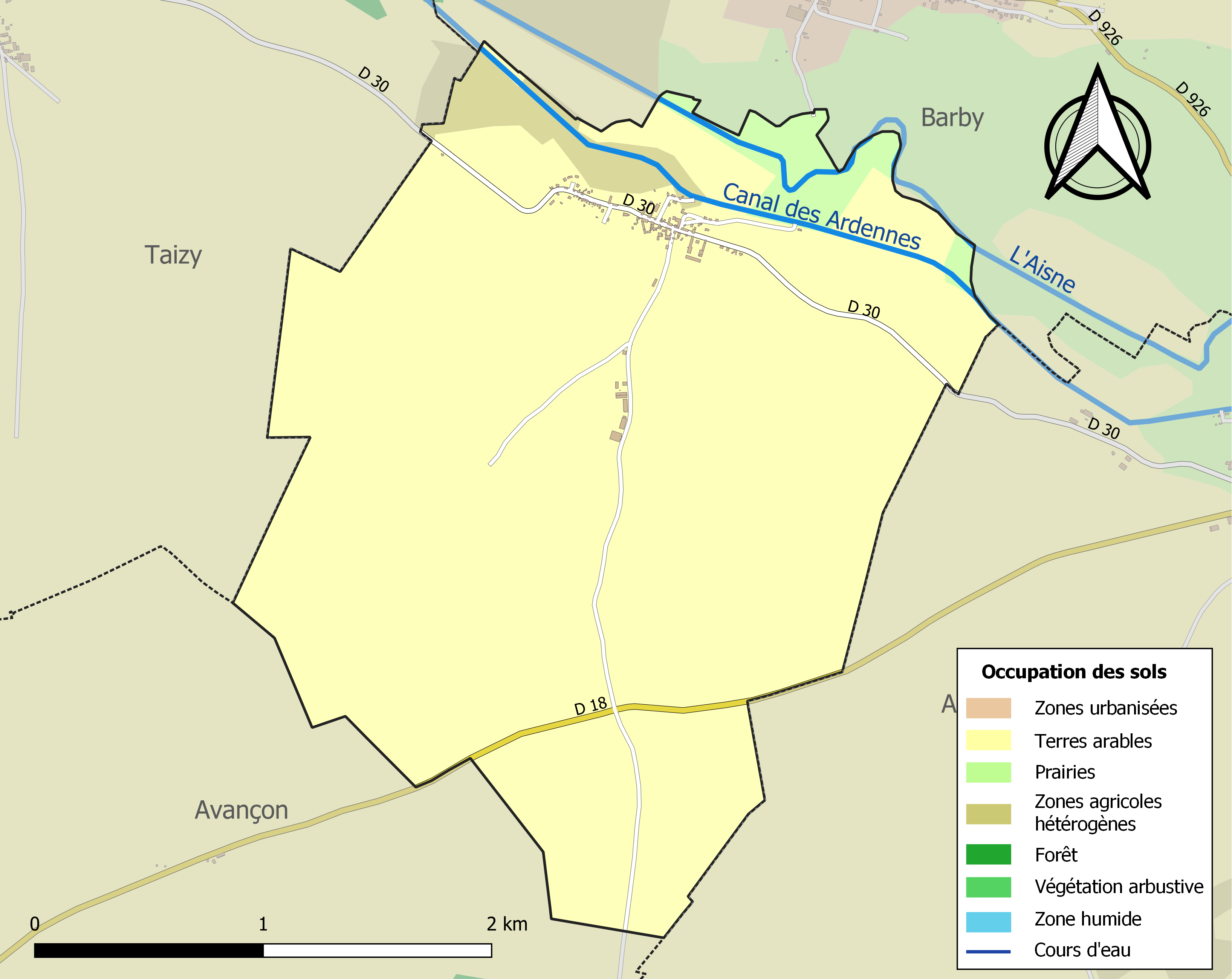
Carte des infrastructures et de l'occupation des sols de la commune en 2018 (CLC).

## Histoire
Nanteuil-sur-Aisne, autrefois Nanteuil, possédait une forteresse, avant le XVIe siècle, dominant le cours de l'Aisne (certainement détruite par les guerres de la Fronde, qui ont aussi ravagé l'ensemble du village). Un château plus contemporain l'a remplacé. Actuellement seule l'aile des domestiques persiste, à la suite des nombreuses destructions des deux guerres (Nanteuil a été le témoin d'une bataille durant la Seconde Guerre mondiale, qui a été à l'origine de sa destruction totale). Les propriétaires actuels le sont depuis le début du XIXe siècle.
Une famille ancienne, les Leseur de Beine, a peut-être laissé son nom à une route menant au fameux bois de Nanteuil... la rue Beine.
Très peu de vestiges d'avant-guerre mis à part la partie subsistante du château, probablement XVIIe, et une dépendance d'une ferme qui mentionne la date "1821".
L'église actuelle a été reconstruite entre les deux guerres ; l'ancienne avait un autre plan et une architecture différente. Elle semblait dater du XVIe siècle, à en croire les documents la mentionnant.
Des traces d'habitats d'origine gallo-romaine sont visibles sur le terroir du village (proche du site archéologique d'Acy-Romance).
La commune de Saint-Loup-Géanges (71) a aidé à la reconstruction du village après la Première Guerre mondiale.

## Politique et administration
| Période                                  | Période   | Identité              | Étiquette | Qualité |
| ---------------------------------------- | --------- | --------------------- | --------- | ------- |
| 1876                                     |           | Pasté                 |           |         |
| 1958                                     | mars 2008 | Guy Camus             |           | *       |
| mars 2008                                | mai 2020  | Paul Bausseron        |           |         |
| mai 2020                                 | En cours  | Marie-Odile Andrieux, |           |         |
| Les données manquantes sont à compléter. |           |                       |           |         |

## Évolution démographique
L'évolution du nombre d'habitants est connue à travers les recensements de la population effectués dans la commune depuis 1793. Pour les communes de moins de 10 000 habitants, une enquête de recensement portant sur toute la population est réalisée tous les cinq ans, les populations de référence des années intermédiaires étant quant à elles estimées par interpolation ou extrapolation. Pour la commune, le premier recensement exhaustif entrant dans le cadre du nouveau dispositif a été réalisé en 2006.

En 2022, la commune comptait 149 habitants, en évolution de +13,74 % par rapport à 2016 (Ardennes : −2,97 %, France hors Mayotte : +2,11 %).
| 1793 | 1800 | 1806 | 1821 | 1831 | 1836 | 1841 | 1846 | 1851 |
| ---- | ---- | ---- | ---- | ---- | ---- | ---- | ---- | ---- |
| 128  | 164  | 186  | 221  | 254  | 254  | 275  | 296  | 306  |

| 1866 | 1872 | 1876 | 1881 | 1886 | 1891 | 1896 | 1901 | 1906 |
| ---- | ---- | ---- | ---- | ---- | ---- | ---- | ---- | ---- |
| 259  | 249  | 232  | 208  | 213  | 199  | 194  | 179  | 178  |

| 1911 | 1921 | 1926 | 1931 | 1936 | 1946 | 1954 | 1962 | 1968 |
| ---- | ---- | ---- | ---- | ---- | ---- | ---- | ---- | ---- |
| 163  | 88   | 149  | 147  | 113  | 135  | 143  | 133  | 129  |

| 1975 | 1982 | 1990 | 1999 | 2006 | 2011 | 2016 | 2021 | 2022 |
| ---- | ---- | ---- | ---- | ---- | ---- | ---- | ---- | ---- |
| 126  | 133  | 132  | 125  | 125  | 116  | 131  | 148  | 149  |

### Pyramide des âges
Arrêt des informations en 2006
- par sexe :
63 hommes et 62 femmes
- par tranche d'âge : 
- de 0 à 14 ans : 14 /100
- de 15 à 29 ans : 17 /100
- 30 à 44 ans : 22 /100
- de 45 à 59 ans : 14/100
- 60 à 74 ans : 9/100
- 75 ans ou plus :  13 /100

## Lieux et monuments
- Ancien village de Nepellier.
- Ancien château (il reste une seule aile visible, celle des domestiques et son porche d'entrée).
- Ancien lavoir près du canal.
- Bâtiment de ferme (daté "1821").
- Entrée d'une ferme, certainement XVIIIe ou XIXe siècle (deux pylônes carrés en pierres dures).
- Église Saint-Martin de Nanteuil-sur-Aisne. Dans le chœur, Descente de croix du Christ entouré de deux anges, fresque d'Eugène Thiery.

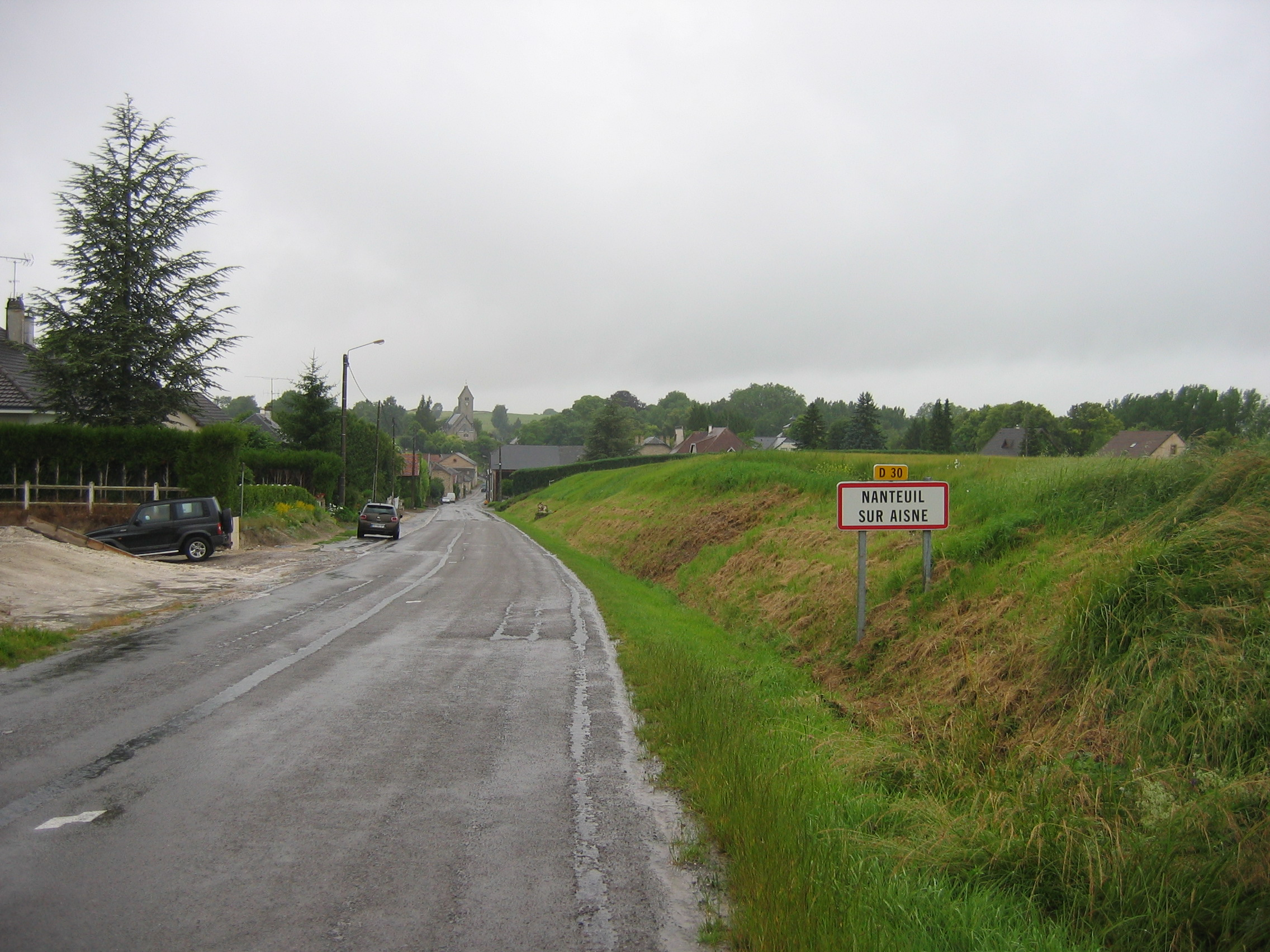
Entrée du village.
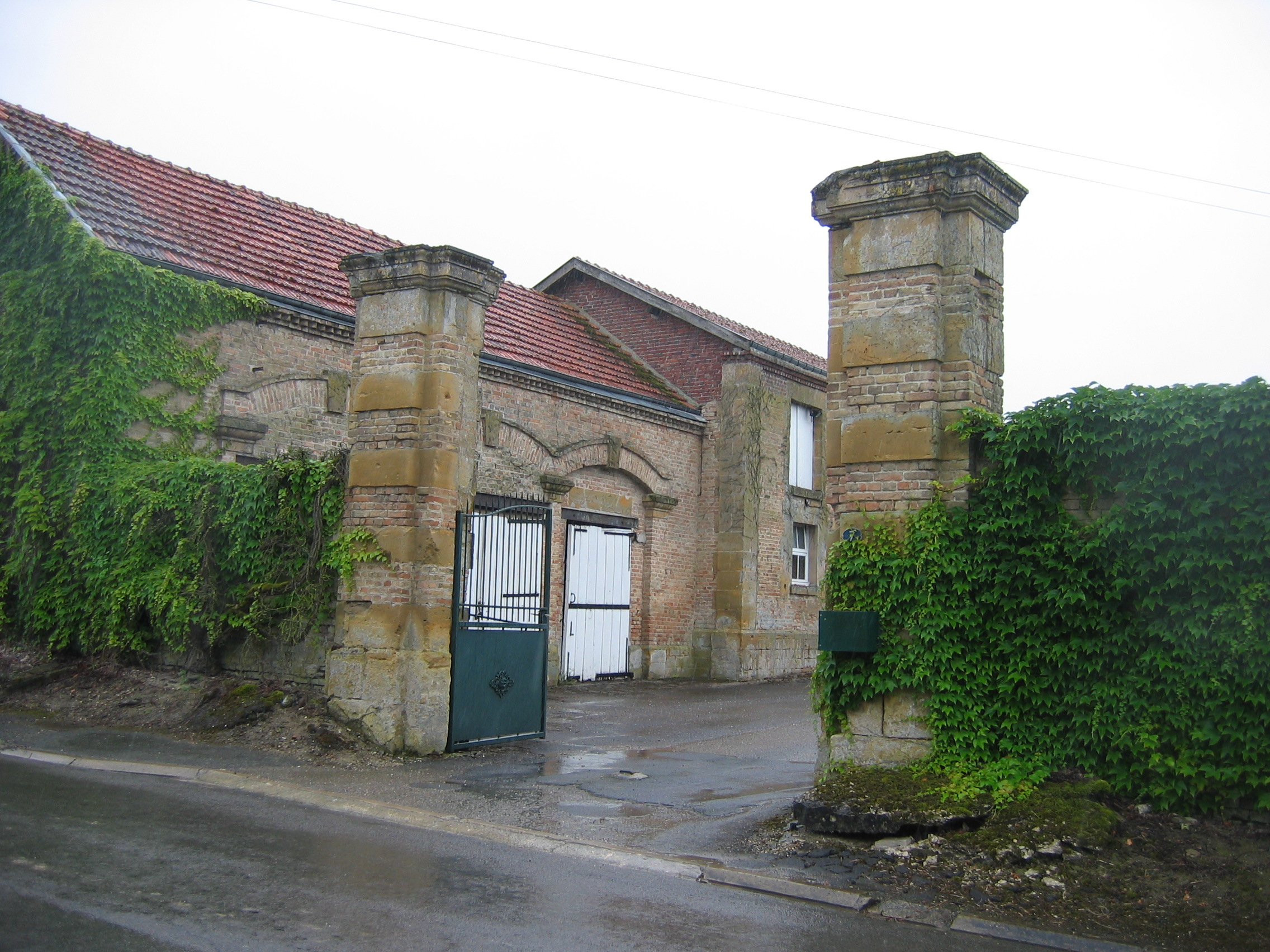
Entrée d'une ferme.
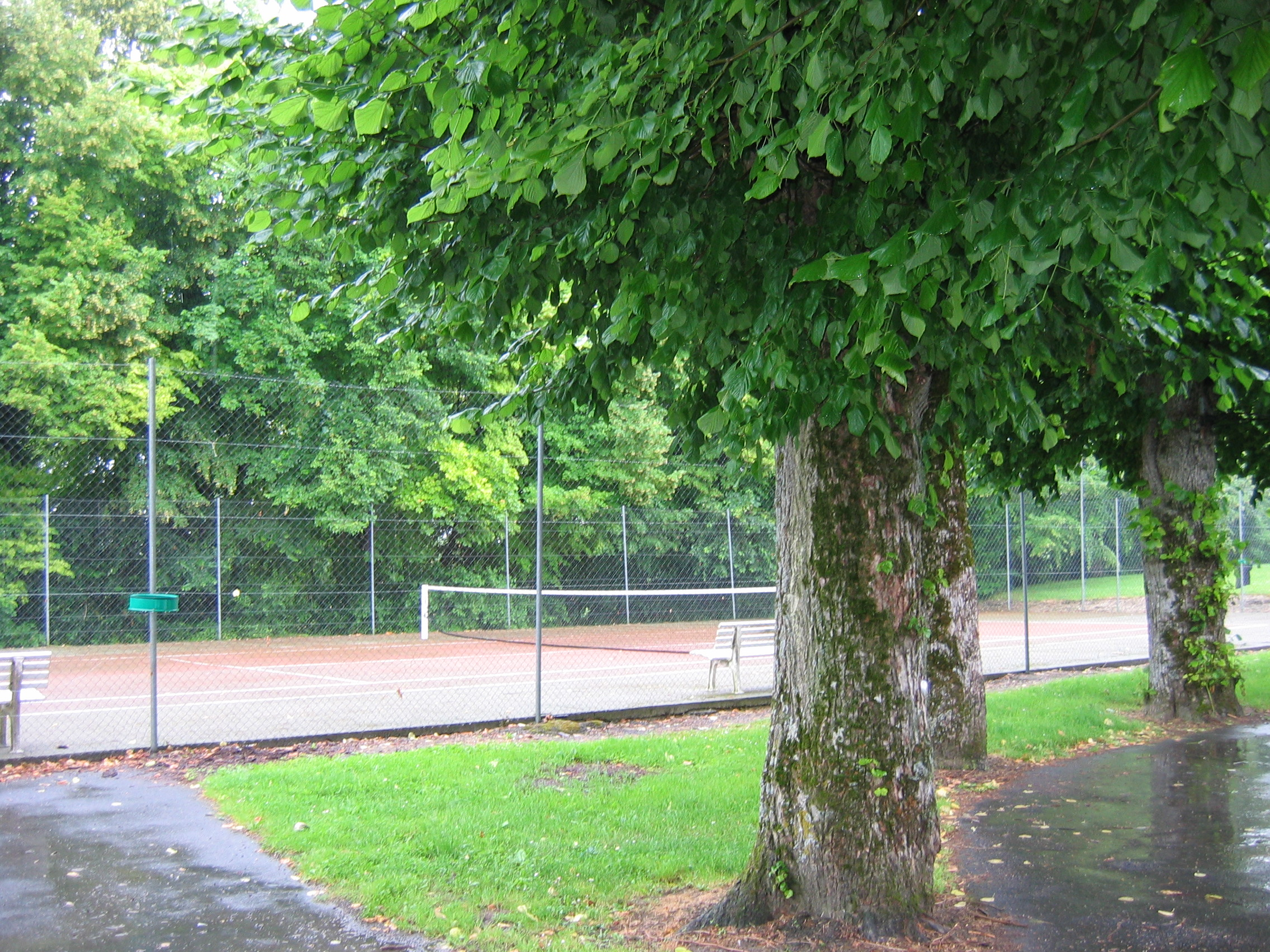
Terrain de tennis.
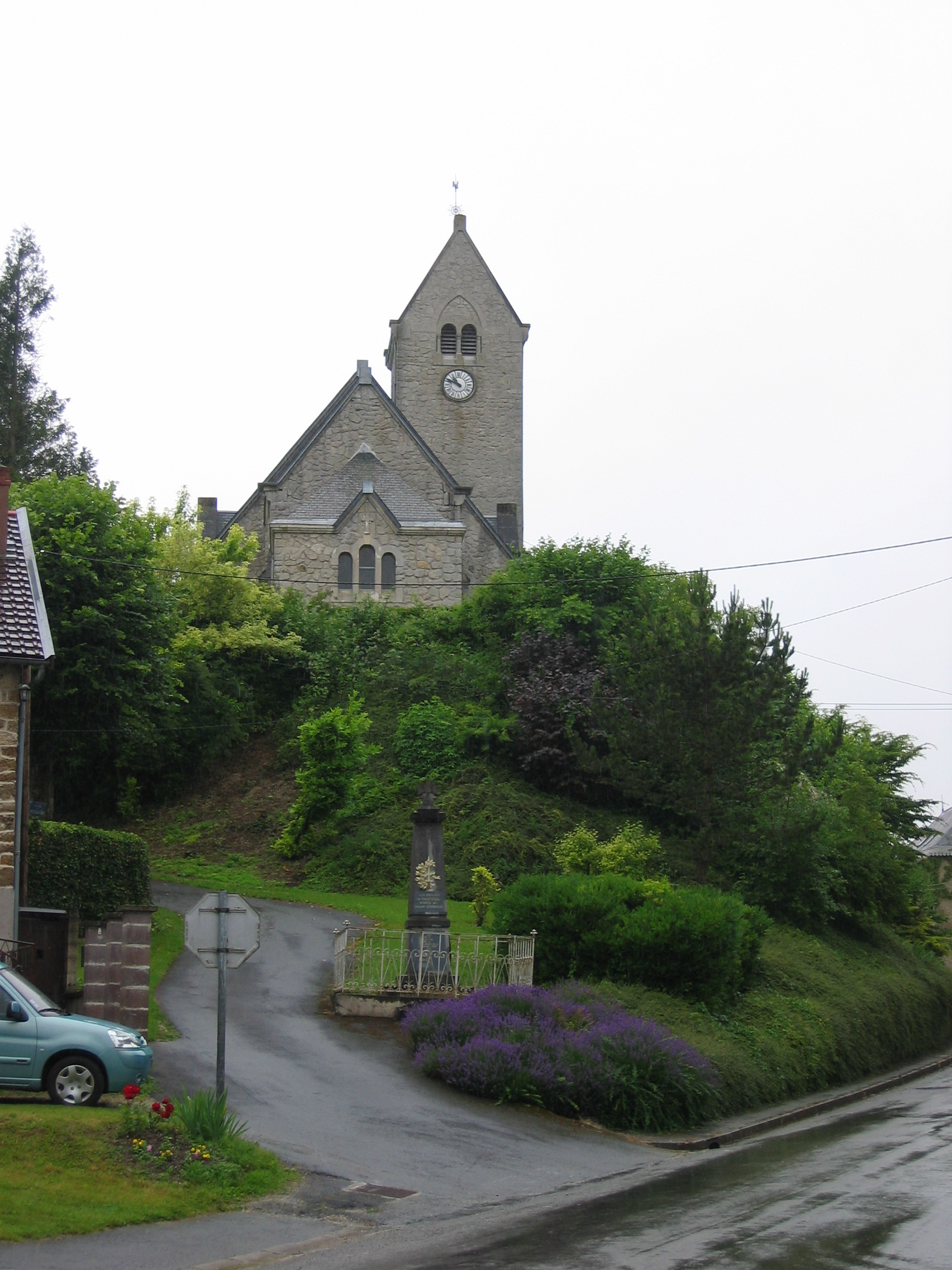
Église.

## Fête annuelle
La fête des enfants se déroule tous les 2es dimanches de septembre, chaque année depuis 2000. Elle propose environ 90 activités pour filles et garçons, dès 3-4 ans (châteaux gonflables, tours de magie, poneys, pêche, petite/moyenne tyroliennes, calèche, pêche aux canards...) en passant par les 6-8 ans jusqu'aux 11-12 ans voire plus (tir à l'arc, canoë, quads, trampoline, ping-pong, peinture, labyrinthe, descente en rappel, tyrolienne sur le canal, Roi d'la Gliss...). Les activités évoluent chaque année. Une brocante, des possibilités de restauration et des spectacles sont également proposés. La fête s'étend sur toute la commune.